# 7507 Ізраель
7507 Ізраель (7507 Israel) — астероїд головного поясу, відкритий 17 жовтня 1960 року.
Тіссеранів параметр щодо Юпітера — 3,535.
Названий на честь голландського астронома Френка Пітера Ізраеля.